# El Tiple (Candelaria)
El Tiple es un centro poblado ubicado en el municipio de Candelaria, departamento del Valle del Cauca en Colombia. El tiple tiene varios 

## Reseña histórica
Según datos recopilados de entrevistas con personas mayores de la comunidad, El Tiple anteriormente fue llamado “Amor Chiquito”, y colonizado a finales de 1800. Los primeros habitantes se ubicaron en lo que hoy se conoce como Tiple Abajo. Grandes familias procedentes de Jamundí y que hasta hoy se conservan, como los Saldaña y los Valencia, clanes muy organizados, conservadores y encerrados en sus costumbres, han logrado conservar hasta hoy, no solo sus tierras, sino también sus creencias, sus costumbres y sobre todo la unidad familiar.

## Ubicación geográfica
Está ubicado en la parte sudoccidental del municipio de Candelaria. Por el norte, limita con el centro poblado San Joaquín; por el sur, con el municipio de Puerto Tejada, por el oriente, con los centros poblados de Buchitolo y Cabuyal, y por el occidente, con el municipio de Cali, cuyo límite natural lo constituye el río Cauca. Su relieve es por completo llano, enmarcado en el fértil valle del río Cauca.
La totalidad de su territorio se encuentra en el piso térmico cálido y es bañado por los ríos Cauca, Desbaratado y Granadillo.
Se encuentra a 984 m a nivel del mar. Según censo del DANE 2018 son aproximadamente 1.800 habitantes. El 90% de la comunidad es afrodescendiente.
El centro poblado El Tiple está situado en el sur del Valle del Cauca, a una distancia de 28 km por carretera pavimentada a Cali y a la cabecera de Candelaria a 23 km por carretera. Tiene una temperatura promedio de 24 °C, que puede subir hasta 30 °C.

## Actividad productiva
Las principales actividades económicas están determinadas por la agricultura, con cultivos de caña de azúcar, principalmente. Este monocultivo ha generado graves impactos ambientales  o pasivos ambientales  tanto en el territorio como en las comunidades que habitan el centro poblado El Tiple y el resguardo indígena de López Adentro.También se siembra de manera incipiente el plátano, el maíz y frutas. 
Existen también actividades económicas como ladrilleras, la piscicultura y la avicultura.